# 方维规

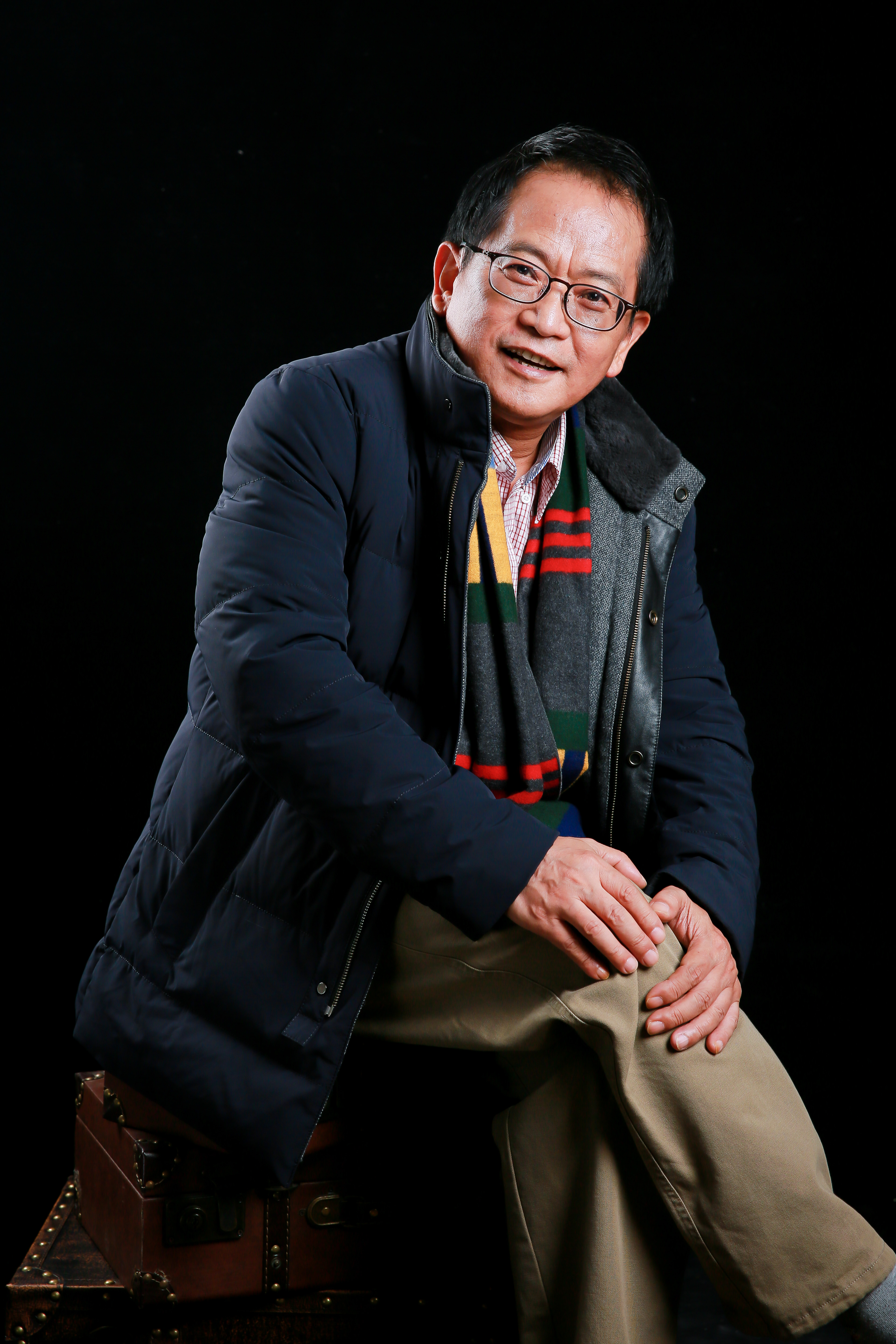
摄于2016年

方维规（1957年—），上海人，北京师范大学文学院教授，主要从事比较文学、概念史等领域的研究。

## 生平
方维规是上海外国语学院德语系77级本科毕业生。后赴北京外国语学院德语系攻读研究生。1986年赴德国留学。起初就读于东德柏林洪堡大学，1987年转至西德亚琛大学哲学院，师从当代欧洲形象学之父胡戈·狄泽林克。期间他主修比较文学，并兼修日耳曼语言文学与语文学。1991年获哲学博士学位，其博士论文题为《德国文学中的中国形象》。后赴特里尔大学语言文学传媒学院做博士后研究。1997年至2000年间，任哥廷根大学东亚研究所研究员。此后又任教于特里尔大学与埃朗根-纽伦堡大学。2006年回到中国，出任北京师范大学文学院教授，并担任文艺学研究中心研究员。2012年入选长江学者特聘教授。